# 社会鍋

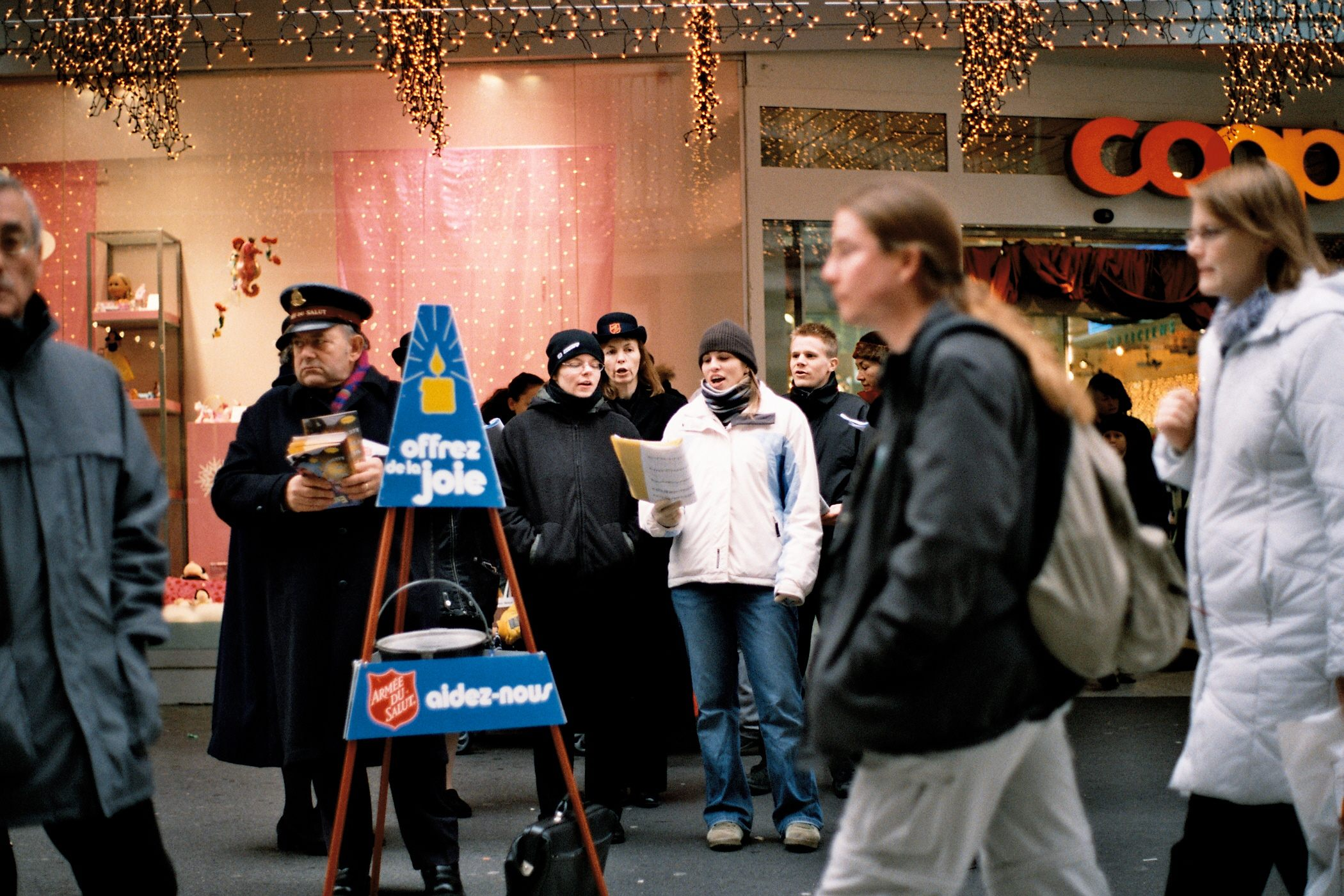
社会鍋

社会鍋（しゃかいなべ）は、救世軍が年末などに行っている生活困窮者支援等の為の街頭募金運動、及びそこで用いられ通行人から慈善募金を入れてもらうために街頭に設置する鉄鍋のこと。慈善鍋（じぜんなべ）とも。全世界の救世軍が活動展開する国や地域では同様のスタイル（鍋を三脚に吊るすという形態）で行われている。呼称のオリジナルは英語の「クリスマス・ケトル（en:Christmas kettle）」であり「社会鍋」は日本において定着した呼称である。

## 概略と歴史
19世紀末の不況期である1894年に、アメリカの救世軍サンフランシスコ小隊で、連隊長ウィリアム・マッキンタイヤ中将の指示により小隊長ジョセフ・マクフィー大尉が始めた、失業困窮者の救済活動のための、「スープ鍋を三脚に吊るしてその中へ街頭募金の投入を依頼するというスタイル」が全世界の救世軍部隊に伝わった。
現地各国で伝統的に使われる鍋が上記のスタイルで利用されたので、日本においては「和風の鉄鍋が三脚に吊るされている」という明治時代の救世軍が始めた形態が現在にまで伝承されている。
日本では1906年に「慰問かご」という名称で開始された慈善事業が始まりである。これは餅やミカンを入れたかごを貧しい家庭に配ったものである。その後、1909年に山室軍平らが日本でもクリスマス・ケトルを開始した。当初は「集金鍋」と称されていたが、大正時代には「慈善鍋」と呼ばれるようになり、1921年以降は「社会鍋」の呼称が使用されるようになった。
以来、毎年年末の街を彩る風物詩として親しまれるようになり、俳句の季語（冬）としても定着している。
しかし近年では、都心部で街頭募金のための道路使用許可が降りにくくなり、社会鍋も一部で規模が縮小されている。
救世軍では、11月30日を「社会鍋の日」と定め、2015年11月20日、一般社団法人日本記念日協会に登録された。